# Бардзиці
Бардзиці (пол. Bardzice) — село в Польщі, у гміні Коваля Радомського повіту Мазовецького воєводства.
Населення — 442 особи (2011).
У 1975-1998 роках село належало до Радомського воєводства.

## Демографія
Демографічна структура станом на 31 березня 2011 року:
|          | Загалом | Допрацездатний вік | Працездатний вік | Постпрацездатний вік |
| -------- | ------- | ------------------ | ---------------- | -------------------- |
| Чоловіки | 226     | 34                 | 168              | 24                   |
| Жінки    | 216     | 51                 | 130              | 35                   |
| Разом    | 442     | 85                 | 298              | 59                   |